# 夏廷芝
夏廷芝（生年不詳—卒年不詳），字茹紫，號嘯門。江蘇揚州府高郵州（今揚州市高郵市）人。清朝翰林，政治人物。

## 歷任
雍正十一年（1733年）考中癸丑科第二甲第三十六名，賜進士出身。點翰林院庶吉士。乾隆元年（1736年），散館授編修。乾隆三年（1738年）以編修充內閣一統志館纂修官。乾隆五年（1740年）任國史館纂修官。陞翰林院侍講。乾隆六年（1741年），任陝西鄉試主考官。乾隆七年（1742年）任壬戌會試同考官。乾隆九年（1744年）提督山西學政。乾隆十二年（1747年）改湖北學政。